# Partido de Mercedes
Partido de Mercedes är en kommun i Argentina.   Den ligger i provinsen Buenos Aires, i den centrala delen av landet, 100 km väster om huvudstaden Buenos Aires. Antalet invånare är 62 151.
Trakten runt Partido de Mercedes består till största delen av jordbruksmark. Runt Partido de Mercedes är det ganska tätbefolkat, med 60 invånare per kvadratkilometer.